# 三堡駅
三堡駅（さんほうえき）は、中華人民共和国浙江省杭州市上城区運河東路と銭江路の交差点に位置する杭州地下鉄6号線と9号線の駅。

## 歴史
- 2021年11月6日：6号線の駅として開業[1]。
- 2022年4月1日：9号線の駅が開業し、乗換駅となる[2]。

## 駅構造
6号線・9号線とも島式ホーム1面2線を有する地下駅となっている。

### のりば
案内上ののりば番号は設定されていない。
| 路線                   | 方向 | 行先                             |
| ---------------------- | ---- | -------------------------------- |
| 6号線ホーム（地下4階） |      |                                  |
| ■ 6号線                | 下り | 桂花西路・双浦方面               |
| ■ 6号線                | 上り | 火車東站（東広場）・枸橘弄方面   |
| 9号線ホーム（地下3階） |      |                                  |
| ■ 9号線                | 下り | 観音塘方面                       |
| ■ 9号線                | 上り | 客運中心・臨平南高鉄站・竜安方面 |

（出典：杭州地下鉄:站内空间示意图）

## 駅周辺
- 中海・御道
- 江和美海洋生活広場
- 三堡東方ビル
- 杭州金融科技中心
- 江河鳴翠
- 江與河
- 杭州国際金融中心（中国語版）（建設中）
- 万科・大都会79号
- 杭州銭江貝賽斯国際学校
- 銭塘銀座
- 越秀・維多利亜中心

## 隣の駅
杭州地下鉄
■ 6号線
亜運村駅 - 三堡駅 - 曇花庵路駅
■ 9号線
江河匯駅 - 三堡駅 - 御道駅